# Liste des plus gros succès du box-office en Espagne
Cet article présente les 10 films ayant réalisé le plus d'entrées en Espagne depuis 1972.

## Palmarès
| Rang | Titre                                               | Réalisateur            | Nationalité                                             | Année | Entrées    |
| ---- | --------------------------------------------------- | ---------------------- | ------------------------------------------------------- | ----- | ---------- |
| 1    | Titanic                                             | James Cameron          | Drapeau des États-Unis                                  | 1998  | 11 833 345 |
| 2    | Avatar                                              | James Cameron          | Drapeau des États-Unis                                  | 2009  | 9 740 943  |
| 3    | Ocho apellidos vascos                               | Emilio Martínez-Lázaro | Drapeau de l'Espagne                                    | 2014  | 9 350 798  |
| 4    | E.T., l'extra-terrestre                             | Steven Spielberg       | Drapeau des États-Unis                                  | 1982  | 8 141 645  |
| 5    | Le Docteur Jivago                                   | David Lean             | Drapeau des États-Unis                                  | 1965  | 7 257 732  |
| 6    | Le Seigneur des anneaux : La Communauté de l'anneau | Peter Jackson          | Drapeau des États-Unis · Drapeau de la Nouvelle-Zélande | 2001  | 7 129 133  |
| 7    | Avatar : La Voie de l'eau                           | James Cameron          | Drapeau des États-Unis                                  | 2022  | 6 985 046  |
| 8    | La Guerre des étoiles                               | George Lucas           | Drapeau des États-Unis                                  | 1977  | 6 900 868  |
| 9    | Vice-versa 2                                        | Kelsey Mann (en)       | Drapeau des États-Unis                                  | 2024  | 6 890 004  |
| 10   | Le Seigneur des anneaux : Le Retour du roi          | Peter Jackson          | Drapeau des États-Unis · Drapeau de la Nouvelle-Zélande | 2003  | 6 841 660  |